# 2009年世界房車錦標賽墨西哥站
2009年世界房車錦標賽墨西哥站是2009年度世界房車錦標賽的第二站賽事，正式比賽在2009年3月22日於墨西哥米格爾賽道上舉行。這是第四次在墨西哥舉行賽事。第一回合由西亞車隊的韋迪爾勝出，第二回合由西亞車隊的伊雲·梅拿勝出。